# ماهیچه‌زایی

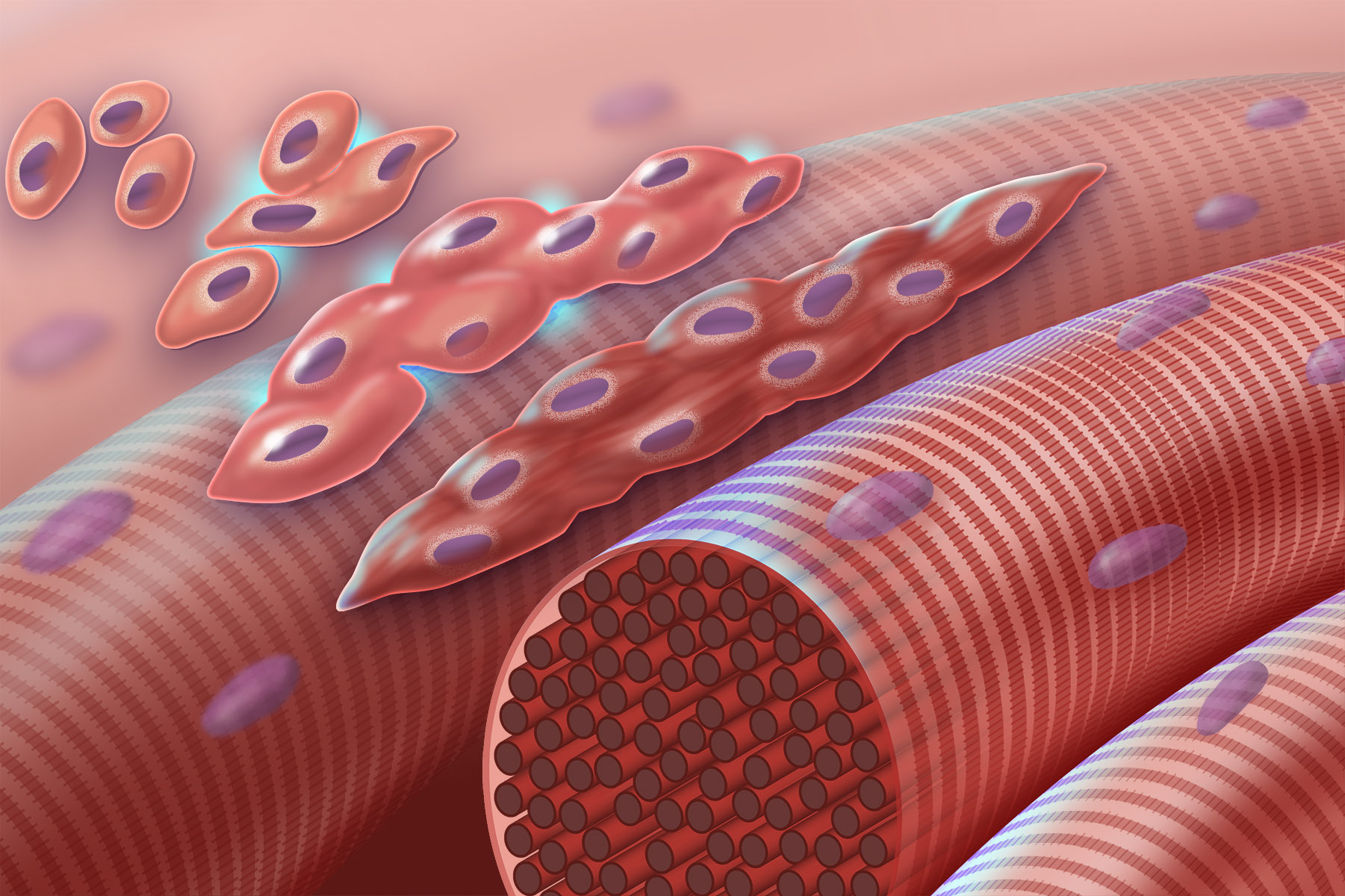
تصویری از ماهیچه‌زایی

ماهیچه‌زایی فرایندی است که در آن بافت ماهیچه‌ای، به‌ویژه در دوران رشد جنینی، پدید می‌آید.